# Pyrausta albogrisea
Pyrausta albogrisea is een vlinder van de familie van de grasmotten (Crambidae). De wetenschappelijke naam van deze soort is voor het eerst voorgesteld door George Francis Hampson in een publicatie uit 1913.
De spanwijdte van het vrouwtje bedraagt 24 millimeter.
De soort komt voor in Colombia.